# Otitesella
Otitesella is een geslacht van vliesvleugeligen uit de familie Pteromalidae. De wetenschappelijke naam van dit geslacht is voor het eerst geldig gepubliceerd in 1883 door Westwood.

## Soorten
Het geslacht Otitesella omvat de volgende soorten:
- Otitesella africana Grandi, 1922
- Otitesella ako Ishii, 1934
- Otitesella amplipennis (Girault, 1915)
- Otitesella clarae Wiebes, 1974
- Otitesella compressiventris (Girault, 1915)
- Otitesella digitata Westwood, 1883
- Otitesella epicarioides Grandi, 1922
- Otitesella gnaphalocarpae Risbec, 1951
- Otitesella longicauda van Noort, 1997
- Otitesella minima Joseph, 1957
- Otitesella nefdti van Noort, 1997
- Otitesella pseudoserrata van Noort, 1997
- Otitesella rotunda van Noort, 1997
- Otitesella royi Wiebes, 1971
- Otitesella serrata Mayr, 1885
- Otitesella sesquianellata van Noort, 1988
- Otitesella swezeyi Fullaway, 1946
- Otitesella tsamvi Wiebes, 1981
- Otitesella tsjahelae Priyadarsanan, 2000
- Otitesella uluzi Compton, 1988